# Ctenucha vittigerum
Ctenucha vittigerum là một loài bướm đêm thuộc phân họ Arctiinae, họ Erebidae.